# 涌井リョウ
涌井 リョウ（わくい リョウ、本名：涌井亮、1979年6月12日 - ）は、日本のJ-POPバンド、せきずいのドラマー・パーカショニスト（カホン）。新潟県生まれ。双子座、A型。アゴがトレードマークであるものの、名前は田村亮にあやかり、命名された。ロバート・デ・ニーロに限りないリスペクトを捧げる。